# Rivière du Loup (rivière Wabano)
Pour les articles homonymes, voir Rivière du Loup.
La rivière du Loup est un affluent de la rive ouest de la rivière Wabano, coulant dans les cantons de Cazes, de Meilleur, Huard, de Marquette et de Baillairgé, dans le territoire non organisé de Lac-Ashuapmushuan, dans la municipalité régionale de comté (MRC) de Le Domaine-du-Roy , au Saguenay-Lac-Saint-Jean, au Québec, au Canada.
Ce cours d'eau fait partie du bassin versant de la rivière Saint-Maurice laquelle se déverse à Trois-Rivières sur la rive nord du fleuve Saint-Laurent.

## Toponymie
Le toponyme rivière du Loup a été officialisé le 5 décembre 1968 à la Commission de toponymie du Québec.